# 格倫里奇 (新澤西州)
格倫里奇（英語：Glen Ridge）是位於美國新澤西州艾塞克斯縣的自治市鎮。

## 人口
根據2020年美國人口普查的數據，格倫里奇的面積為3.31平方千米，當中陸地面積為3.30平方千米，而水域面積為0.01平方千米。當地共有人口7802人，而人口密度為每平方千米2,357人。